# Skaftöbron
Skaftöbron binder samman Stora Skaftö med fastlandet. Bron invigdes den 28 maj 1974. Den är drygt 100 meter lång och 20 meter hög.
Den seglingsfria höjden är enligt sjöfatsverkets båtsportskort 15,4 meter vid medelhögvatten.